# Občanské hnutí

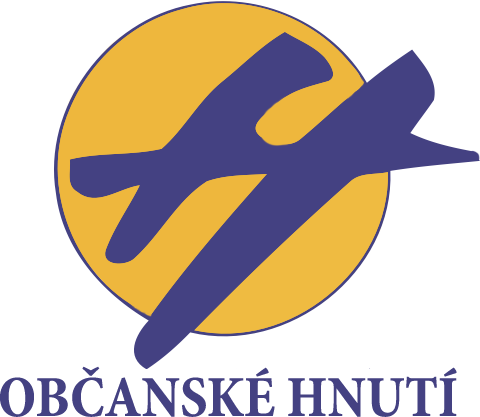
Logo der Občanské hnutí

Die Občanské hnutí (OH, deutsch Bürgerbewegung) war eine linksliberale politische Partei in Tschechien, die von 1991 bis 1995 existierte. Sie ging neben der ODS als zweite Partei aus dem Bürgerforum hervor. Ab 1993 hieß sie Svobodní demokraté (SD, Freie Demokraten). Vorsitzender war während der gesamten Zeit ihrer Existenz Jiří Dienstbier. Zu den Mitgliedern gehörten unter anderem Petr Pithart, Martin Bursík, Pavel Rychetský, Miloš Zeman und Jan Sokol. Die Partei war Mitglied der Liberalen Internationale und ab 1994 assoziiertes Mitglied der Europäischen Liberalen, Demokraten und Reformer (ELDR).

## Geschichte
Die OH wurde am 27. April 1991 nach der Abspaltung der ODS vom Bürgerforum gegründet. Während die konservative und marktradikale ODS um Václav Klaus schnell zur Parteipolitik übergehen wollte, waren die Mitglieder der OH mehrheitlich Anhänger der „unpolitischen Politik“, welche vor allem vom Dichterpräsidenten Václav Havel propagiert wurde. Diese Abgrenzung zur interessengeleiteten Realpolitik spiegelt sich auch im Namen wider, der die Gruppe als „Bewegung“ und nicht als „Partei“ ausweist.
Die mangelnde inhaltliche Profilierung führte zur Wahlniederlage der OH bei den Wahlen von 1992. Sowohl bei den Wahlen zum Tschechischen Nationalrat als auch bei jenen zur Föderationsversammlung blieb die OH knapp unter der 5-Prozent-Hürde. Als Reaktion benannte sich die OH 1993 in Svobodní demokraté („Freie Demokraten“) um und versuchte, ihr liberales Profil in Abgrenzung zur ODS und zu den Sozialdemokraten zu schärfen. Dabei war die deutsche FDP Vorbild und Namenspatin.
Im Dezember 1995 vereinigte sich die Partei mit der Liberální strana národně sociální (LSNS; „Liberale National-Soziale Partei“), Nachfolgerin der ehemaligen Blockpartei Československá strana socialistická und der einst bedeutsamen Československá strana národně socialistická („Volkssozialisten“), zur Partei Svobodní demokraté – Liberální strana národně sociální (SD-LSNS, „Freie Demokraten – Liberale National-Soziale Partei“). Jiří Dienstbier und Vavřinec Bodenlos waren ihre Ko-Vorsitzenden. Auch diese Formation hatte nicht lange Bestand. Sie erreichte bei den Wahlen 1996 lediglich 2,05 % und verfehlte damit den Einzug in die Abgeordnetenkammer deutlich. Anschließend zogen sich Dienstbier und andere ehemalige SD-Mitglieder zurück und die Partei zerfiel.
Ein Teil der Gründungsmitglieder der OH gründete 1998 die Strana pro otevřenou společnost (dt. „Partei für eine offene Gesellschaft“). Diese konnte 2006 und 2008 erfolgreich je einen Sitz im Senat besetzen. 2008 bis 2012 war sie gemeinsam mit der Tschechischen Sozialdemokratischen Partei an der Regionalregierung der Region Liberec beteiligt, bevor sie bei den Regionalwahlen 2012 nicht mehr in das Regionalparlament einziehen konnte.